# Helgoländer Bucht

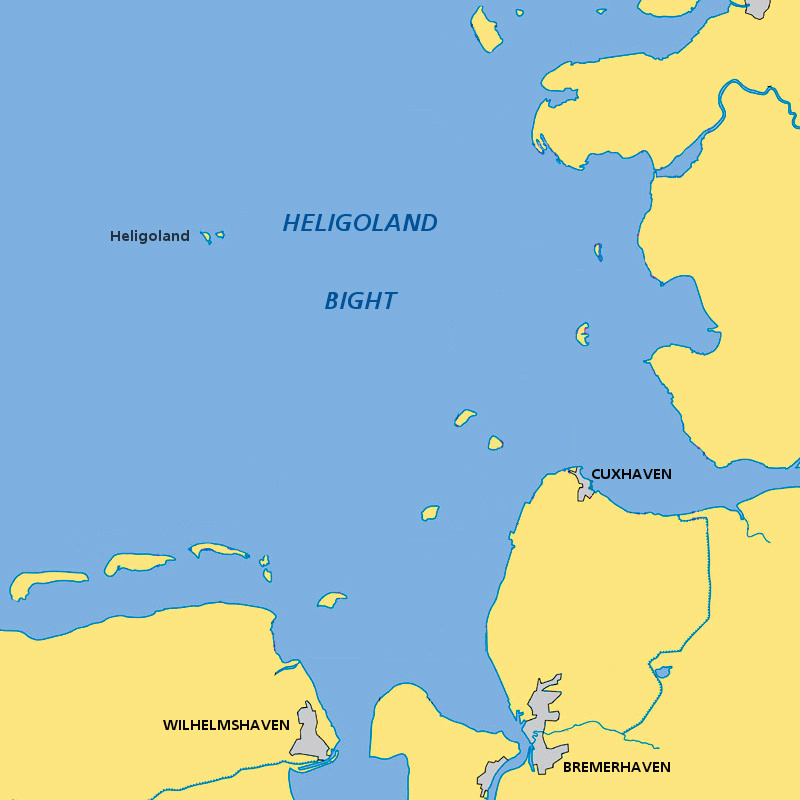
Karte der Helgoländer Bucht

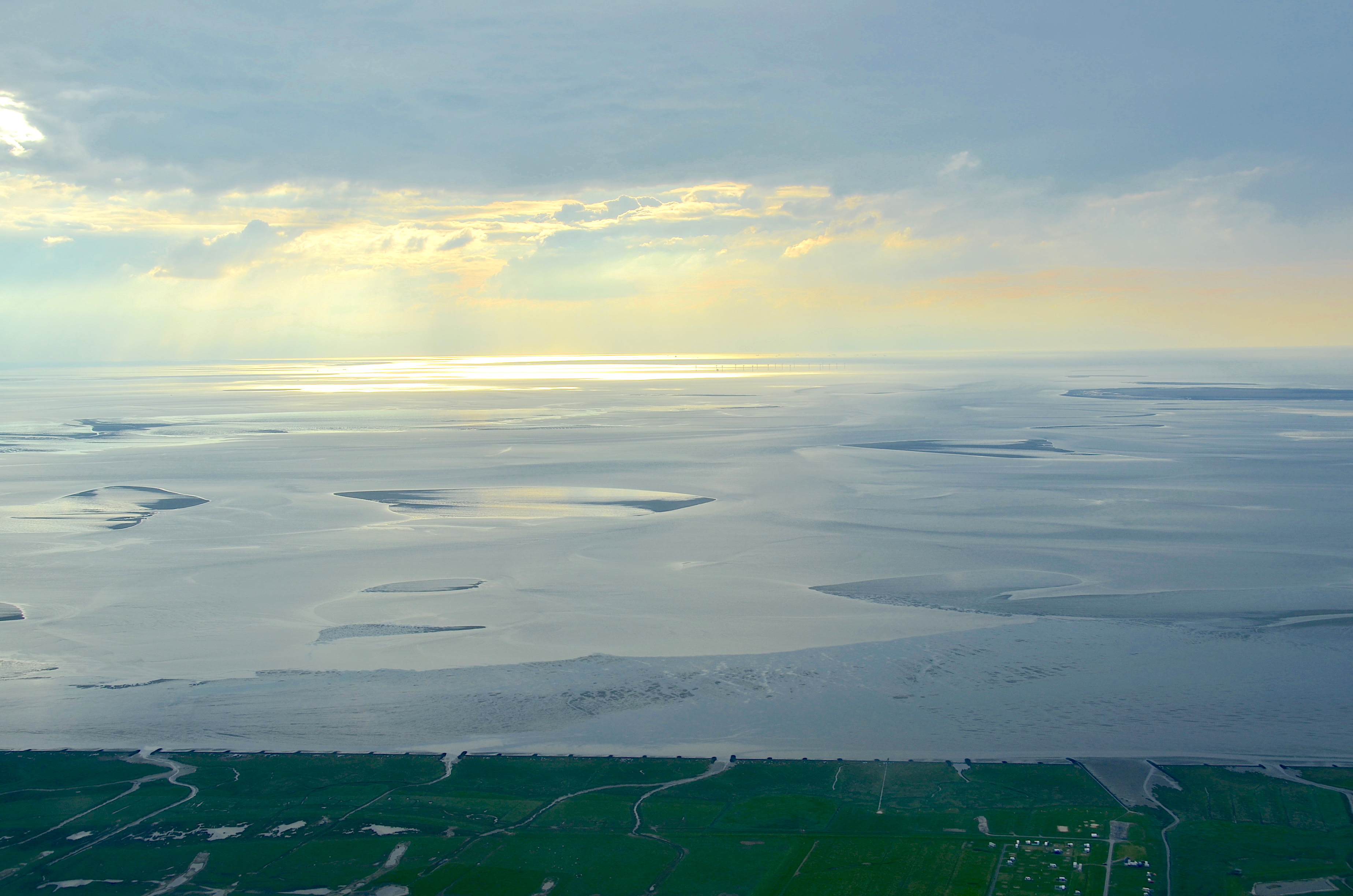
Blick über die Helgoländer Bucht mit Sandbänken

Die Helgoländer Bucht ist der bis 56 m tiefe Südostteil der Deutschen Bucht, die vor der dänisch-deutsch-niederländischen Küste bei Helgoland liegt. Neben ihrem eigentlichen Meeresbereich enthält die Bucht Großteile des deutschen Wattenmeers mit Sandbänken, Hochsanden und Inseln.

## Geographische Lage und Abgrenzung
Die Helgoländer Bucht breitet sich in den östlich über südöstlich bis südlich der Insel Helgoland gelegenen Meeresgebieten im Südostteil der Deutschen Bucht aus. 
Von Helgoland verläuft ihre Nordabgrenzung nach Osten zur schleswig-holsteinischen Küste. Von der dortigen nordfriesischen Halbinsel Eiderstedt wendet sie sich an ihrer Ostabgrenzung südwärts vorbei an der Eidermündung und der Dithmarscher Küste mit Meldorfer Bucht zum weiter südlich bei Brunsbüttel gelegenen Ästuar der Elbmündung mit dem südwestlichen Ende des Nord-Ostsee-Kanals. In küstennahen Meeresbereichen entlang der Ostabgrenzung der Bucht liegt der Südteil des Nationalparks Schleswig-Holsteinisches Wattenmeer mit der Insel Trischen und der Sandbank Tertius, die der Meldorfer Bucht westlich vorgelagert sind, und dem nördlich davon liegenden Hochsand Blauort, welcher der Halbinsel Eiderstedt vorgelagert ist.
Jenseits bzw. südlich der Elbmündung verläuft die Südostabgrenzung der Helgoländer Bucht westwärts entlang der niedersächsischen Küste des Landes Hadeln nach Cuxhaven. Von dort wendet sie sich südwärts entlang der Küste des Landes Wursten mit einer kleinen Teilfläche des Nationalparks Niedersächsisches Wattenmeer und dem daran angrenzenden Nationalpark Hamburgisches Wattenmeer. Im zuletzt genannten Nationalpark bzw. Wattenmeerbereich liegt die Insel Neuwerk mit ihren Nachbarinseln Scharhörn und Nigehörn. Anschließend verläuft die Südostabgrenzung weiterhin entlang der Küste des Landes Wursten mit küstennahen, weiteren Bereichen des Nationalparks Niedersächsisches Wattenmeer und dortiger Sandbank Hoher Knechtsand weiter in Richtung Süden zur Trichtermündung der Weser bei Bremerhaven.
Jenseits bzw. westlich der Wesermündung verläuft die Südabgrenzung der Helgoländer Bucht westwärts entlang des kurzen niedersächsischen Küstenabschnitts der Halbinsel Butjadingen zur Außenjade, dem nordwärts aus dem besonders von der Jade gespeisten Jadebusen führenden und Jadefahrwasser genannten Schifffahrtsweg. Der Meeresbereich nördlich dieses Küstenabschnitts, in dem die Insel Mellum liegt, gehört auch zum Nationalpark Niedersächsisches Wattenmeer.
Jenseits bzw. westlich der Außenjade verläuft ihre Westabgrenzung nordwärts entlang des kurzen niedersächsischen Küstenabschnitts des Jeverlandes zum Kap Schillighörn beim Dorf Schillig. Hiernach führt sie nordwärts zu den Ostfriesischen Inseln mit der östlich vor der Küste gelegenen Insel Minsener Oog und der nordwestlich von dieser befindlichen Insel Wangerooge; südlich der Inselkette liegt die niedersächsische Küste von Ostfriesland. Der Meeresbereich vor diesem Küstenabschnitt gehört ebenfalls zum Nationalpark Niedersächsisches Wattenmeer. Das Reststück der Westabgrenzung der Bucht führt nordwärts durch die Nordsee nach Helgoland.
Im Helgoländer Becken, einem direkt südwestlich vor Helgoland liegenden Becken, ist die Helgoländer Bucht bis 56 m tief.

## Schifffahrt
Durch die Helgoländer Bucht führt in Ost-West-Richtung eine der am stärksten befahrenen Schifffahrtsstraßen der Erde, die von Hamburg bzw. der Elbmündung vorbei an Cuxhaven und Neuwerk und anschließend weiter durch die Nordsee zur Straße von Dover und danach weiter durch den Ärmelkanal zum Atlantik führt.

## Schutzgebiete
In der Helgoländer Bucht liegen viele Schutzgebiete: Naturschutzgebiete, wie der Helgoländer Felssockel, der Rote Sand und das Küstenmeer vor den Ostfriesischen Inseln, sowie die Nationalparks Schleswig-Holsteinisches Wattenmeer (Osten), Hamburgisches Wattenmeer (Südosten) und Niedersächsisches Wattenmeer (Südosten und Süden).
Koordinaten: 54° 2′ 24″ N, 8° 13′ 24″ O